# Бонюшко, Алиция
Бонюшко Алиция (пол. Alicja Boniuszko; 16 октября 1937, местечко Мядиол Поставского повета Виленского воеводства, Вторая Речь Посполитая — 23 декабря 2019) — польская артистка балета, балетмейстер.

## Биография
Родилась в местечке Мядиоле (ныне районный центр Мядель Минской области). В 1945 году переехала в соседнюю Польшу. Поселилась в Гданьске, где окончила в 1956 году Национальную балетную школу. В 1956—77 годах в Государственной Балтийской опере в Гданьске (с 1962 — ведущая солистка). В 1961—66 годах — педагог балетной школы в Гданьске.
Похоронена на Лостовицком кладбище в Гданьске.

### Балетные партии
- Одетта — Одиллия, («Лебединое озеро»);
- Джульетта («Ромео и Джульетта (Прокофьев)»);
- девушка («Чудесный мандарин»)[3];
- Ниобея («Ниобея»);
- Зобейда («Шехерезада»);
- Прекраснейшая («Пан Твардовский»)[4];
- Хлоя («Дафнис и Хлоя»);
- невеста («Свадьба в Ойцуве»)[5];
- Сирена («Блудный сын»)[6];
- женщина («Броненосец „Потёмкин“»)[7];
- Золушка («Золушка»).

### Роли в кино
- Дневник пани Ганки (Pamiętnik pani Hanki) — 1963 — танцовщица (в титрах не указана)
- Монохромы (Monochromy) — 1965 — танцовщица[8]
- Пепел (Popioły) — 1965 — балерина
- Тандем (Tandem)[9] — 1966 — балерина

### Другие фильмы
- Tańczy Alicja Boniuszko[10] — 1964 — документальный